# Rockhal
Rockhal – hala koncertowa, znajdująca się w Luksemburgu. Została otwarta 23 września 2005. Może pomieścić 6,5 tys. osób.
W Rockhal występowały następujące gwiazdy światowego formatu: Amon Amarth, Anastacia, Alanis Morissette, Avril Lavigne, Die Ärzte, James Arthur, James Bay, Beck, Behemoth, Bob Dylan, Billy Talent, Blink-182, Bryan Adams, Bruno Mars, Bring Me the Horizon, Children of Bodom, Corinne Bailey Rae, Chris Brown, The Cranberries, Cyndi Lauper, Daft Punk, Daughtry, Depeche Mode, Deep Purple, Disturbed, Dream Theater, Ellie Goulding, Enrique Iglesias, Florence and the Machine, Green Day, Gwen Stefani, Iron Maiden, Imagine Dragons, Journey, Judas Priest, Justice, Katy Perry, Keane, The Killers, The Kills, Kiss, Korn, Kylie Minogue, Laura Pausini, Lindsey Stirling, Lionel Richie, Mariah Carey, Matt Corby, Machine Head, Mark Knopfler, Marilyn Manson, Megadeth, Muse, Nickelback, Nightwish, Nine Inch Nails, OneRepublic, Ozzy Osbourne, Paramore, Patti Smith, Pentatonix, Placebo, Puscifer, Pet Shop Boys, Pink, Pitbull, The Pretty Reckless, Prince, The Prodigy, The Pussycat Dolls, Queen + Paul Rodgers, Rammstein, Red Hot Chili Peppers, Refused, Rihanna, Rise Against, Rob Zombie, Joe Satriani, Scorpions, The Script, Shakira, The Sisters of Mercy, Simple Minds, Slash, Slipknot, Snow Patrol, Steel Panther, Sting, Sum 41, Tarja Turunen, Them Crooked Vultures, Two Door Cinema Club, Within Temptation, Zedd, Zucchero, ZZ Top.